# Nadagara tractata
Nadagara tractata là một loài bướm đêm trong họ Geometridae.